# Donje Suhotno
Donje Suhotno (en serbe cyrillique : Доње Сухотно) est un village de Serbie situé dans la municipalité d'Aleksinac, district de Nišava. Au recensement de 2011, il comptait 306 habitants.

## Géographie

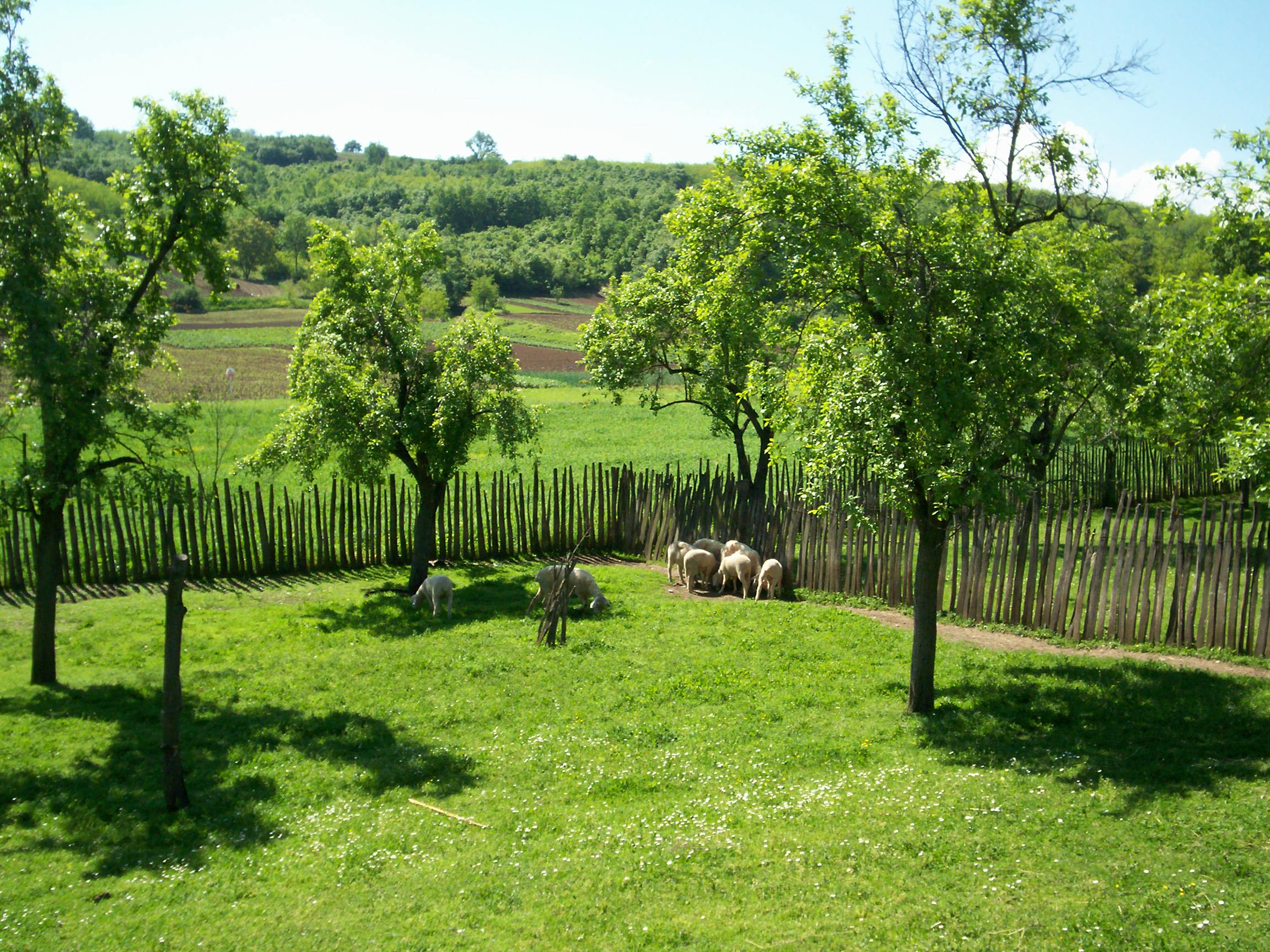
Paysage près de Donje Suhotno

## Démographie
| 1948 | 1953 | 1961 | 1971 | 1981 | 1991 | 2002 | 2011 |
| ---- | ---- | ---- | ---- | ---- | ---- | ---- | ---- |
| 352  | 369  | 357  | 366  | 357  | 366  | 320  | 306  |

|  |